# Heffernia
Heffernia is een kevergeslacht uit de familie van de boktorren (Cerambycidae). De wetenschappelijke naam van het geslacht werd voor het eerst geldig gepubliceerd in 2001 door Vives.

## Soorten
Heffernia omvat de volgende soorten:
- Heffernia borneana Vives, 2001
- Heffernia filipina Vives, 2005
- Heffernia javana Vives, 2010